# Balsthal
Balsthal är en ort och kommun i distriktet Thal i kantonen Solothurn, Schweiz. Kommunen har 6 501 invånare (2023).
Balsthal är huvudort för såväl amtet Thal-Gäu som distriktet Thal.

## Läge och kommunikationer
Balsthal ligger i dalen mellan den första (sydligaste och högsta) och andra Jurakedjan, nära två - för Jurabergen typiska - tvärdalar (Klus).
Här möts fyra huvudvägar: 
- Västerut, längs bäcken Dünnerns dalgång till Welschenrohr och Moutier i Berner Jura.
- Norrut, över Passwang till Solothurns kantonsdistrikt Thierstein.
- Åt nordost, till Langenbruck och vidare in i kantonen Basel-Land
- Söderut, genom en tvärdal i första Jurakedjan till Oensingen, Mittlandet och motorväg N5.

Den normalspåriga järnvägen från Balsthal, genom Klus till Oensingen, drivs av det privata Oensingen-Balsthal Bahn (OeBB). Övrig kollektivtrafik utförs av buss. 

## Bebyggelse och service
Kommunen har tre byar: 
- I söder Klus som präglas av det nedlagda järnverkets byggnader och borgen Alt-Falkenstein som kontrollerar vägen till Oensingen.
- Norr därom byn Balsthal med pappersbruk, affärer, kyrka och kommunalhus.
- Vid vägen till Passwang ligger det lilla S:t Wolfgang med borgen Neu-Falkenstein.

Såväl amtskontoret (Amtsschreiberei) för Thal-Gäu, som amtets domstol, är lokaliserade till Klus.

## Historia
Under Romartiden fanns det två lantgods i Balsthal. Efter den allemanniska invandringen kom trakten i mitten av 700-talet till Basels stift. Byn omnämns år 968 som Palcivallis. På 1200-talet anlades de omgivande borgarna Alt-Falkenstein och Neu-Falkenstein. Från 1402 lydde byn under Solothurn. De goda kommunikationerna bidrog till att byn växte och redan 1553 öppnades en skola. Uppgången bröts i mitten av 1800-talet när järnvägstunnlarna genom Jurabergen tog över transporterna. 
Åren 1813 till 1983 fanns ett järnverk i ortsdelen Klus. 

### Kommunvapnet
I en notis från 1689 anges att Thal ställer de 4:e och 5:e kompanierna in Solothurns andra regemente. På den tiden skrevs siffran 4 ofta som en nedtill öppen "åtta". Man antar därför att bilden kommer från en kompanifana, särskilt som grannkommunen Laupersdorf har en åtta i sitt vapen. Tinkturerna är samma som i den ledande familjen Brunners vapen.